# Neukirchen (Gemeinde Altmünster)
Neukirchen (ⓘ) ist sowohl als Katastralgemeinde als auch Ortschaft Teil der oberösterreichischen Gemeinde Altmünster im Bezirk Gmunden mit 2619 Einwohnern (Stand 1. Jänner 2024). Sie befindet sich im nordöstlichen Salzkammergut und gehört hinsichtlich der traditionellen Regionengliederung des Bundeslandes zum Traunviertel.
Mit einer Fläche von 28,26 km² ist Neukirchen die größte Katastralgemeinde von Altmünster. In ihr liegt ein Teil des Höllengebirges mit einigen markanten Berggipfeln und die denkmalgeschützte Hochlecken-Großhöhle.
Der Ortskern von Neukirchen liegt im oberen Aurachtal südwestlich von Altmünster auf 566 m ü. A. Neukirchen ist Hauptort des Hochtals Viechtau, das dem Ort seinen ursprünglichen Namen „Vichtaw in Münsterer Pfarr“ gab (erstmalige urkundliche Erwähnung 1346). Der Name Neukirchen ist erst seit 1780 in Gebrauch. 

## Geografie

Blick vom Kalvarienberg auf Neukirchen

### Topografie
Die KG Neukirchen grenzt innerhalb der Marktgemeinde Altmünster im Norden an die Katastralgemeinden Reindlmühl und Grasberg, im Osten an die KG Eben und im Süden an die KG Mühlbach.
Die KG Weyregg der Gemeinde Weyregg am Attersee reicht im Norden und die KG Steinbach am Attersee der gleichnamigen Gemeinde im Westen an Neukirchen heran, wobei die Grenze in diesem Bereich zugleich die Grenze zu dem im Hausruckviertel gelegenen Bezirk Vöcklabruck ist. Benachbarte Katastralgemeinden im Süden sind Mühlbachberg in der Gemeinde Traunkirchen und Oberlangbath in der Gemeinde Ebensee.
Das steil aufragende Kalkmassiv des Höllengebirges trennt im Südwesten und Westen Neukirchen von den benachbarten Gemeinden. Die höchste Erhebung Neukirchens ist mit 1708 m ü. A. der Brunnkogel (Neukirchner Kogel). Mehr als eintausend Höhenmeter weisen im Bereich der Gemeinde auch der Hochleckenkogel (1691 m), der Hohe Spielberg (1538 m), die Bischofsmütze (1446 m) und der Klausgrabenkogel (1008 m) auf.
Der Aurachursprung befindet sich ganz im Westen der Katastralgemeinde auf 820 m ü. A. Die Aurach durchfließt das Gebiet zunächst von Südwesten nach Nordosten, biegt in der Ortschaft Neukirchen nach Norden ab und verlässt die Katastralgemeinde an ihrem tiefsten Punkt entlang der Grenze zur KG Grasberg Richtung Reindlmühl bei etwa 550 m ü. A. Nennenswerte Zuflüsse sind aus nördlicher Richtung der Weidenbach und der Moosbach, aus südlicher Richtung der Zehningbach. Einziger See ist der 1716 durch das Aufstauen des Aurachbaches entstandene Taferlklaussee.

### Geologie
Das Aurachtal zählt geologisch zur Flyschzone. Die Aurach floss ehemals bei Neukirchen nicht nach Norden, sondern nach Osten direkt zum Traunsee. Während der vorletzten Riß-Kaltzeit war das Becken des Traunsees von einem deutlich mächtigeren Gletscher erfüllt als während der letzten Eiszeit. Dieser reichte im Norden bis Ohlsdorf, Ehrendorf und Gschwandt sowie im Westen bis Neukirchen. Durch diese Eiszunge war der Aurach der Weg nach Osten verbaut und sie floss daher über das höher liegende Tal nach Norden zur Wessenaurach, wobei sich das Flussbett tief in den Talboden einschnitt. Nach dem Rückzug des Eises verblieb sie dort, weil der alte Flussverlauf von Moränen verlegt war. Das Tal östlich von Neukirchen blieb bestehen und entwässert nach wie vor zum Traunsee. Während der letzten Eiszeit reichte das Eis nur bis zur Viechtau, wo heute noch die Endmoränen zu sehen sind. Dadurch wurde das Tal mit einem Moränenwall abgeschlossen und bis auf das heutige Niveau mit Geröll und Schlamm gefüllt. So entstand der breite, ebene Talboden.

### Viechtau
Neukirchen ist der Hauptort der Viechtau, eines Hochtals, das sich vom nördlichen Rand des Höllengebirges über die Großalm bis zum Westufer des Traunsees erstreckt. Zu ihr zählen das Aurachtal bis nach Reindlmühl und Kufhaus einschließlich der Ortschaften Eben, Gmundnerberg, Grasberg, Mühlbach (alle Gemeinde Altmünster) und Mühlbachberg (Gemeinde Traunkirchen). Dieses Gebiet wird innere Viechtau genannt, zur erweiterten Viechtau zählen zusätzlich die Altmünsterer Ortschaft Nachdemsee und die KG Winkl der Gemeinde Traunkirchen.
Die Viechtau ist eine Gewitter- und Hagelzone mit etwa 25 bis 30 Gewittertagen pro Jahr. Zwischen 1840 und 1870 wurden in dieser Gegend zahlreiche Hagelschläge gemeldet, die Stroh- und Schindeldächer völlig vernichteten. Der in der Viechtau überfallsartig auftretende Gewitterwind wird „Viechtauer“ genannt und bereitet am Traunsee mehrmals im Jahr Probleme. Es handelt sich um einen stürmischen Westwind, der entsteht, wenn über dem Bergland in Neukirchen eine hohe Gewitterzelle steht, Kaltluft absinkt und der dann aus der Viechtau durch einen Windsog auf den See hinausweht. Durch den „Viechtauer“ wurden immer wieder Katastrophen ausgelöst: Unter anderem versanken 1677 auf dem Traunsee drei Salzfuhren und 1854 ertranken neun Fischer. Am 6. Oktober 1857 kamen zehn Menschen ums Leben und am 31. Juli 1910 verunglückten 15 Personen.

#### Namensgebung
Es gibt zahlreiche orthografische Varianten des Namens. So existierten im Laufe der Zeit neben dem heute üblichen Viechtau als Varianten Fichtau, Führtau, Fürtau, Vichtau, Viechtau, Viehau, Viehtau, Viertau, Vietau und Virtau. Auffallend sind außerdem die Namensvarianten auf -ach, nämlich Veitach und Viechtach.
Josef Theodor Fischer spricht sich in seiner Geschichte von Altmünster aus dem Jahre 1827 gegen die Herleitung des Namens von der Fichte aus. Für ihn ist die einzig richtige Schreibung Fürtau, abgeleitet von fürt in der Bedeutung von Vorsprung, der/das Vordere.
Die Fürtau wäre demnach eine Au, die dem Hochgebirge vorgelagert ist.
Gemäß lokaler Überlieferung sollen jedoch die ersten Ansiedler in dieser Gegend nicht Virtauer oder Fürtauer, sondern Viehauer oder Viehtaurer geheißen haben, und zwar, weil sie Viehzucht in der Aurach oder Taurach betrieben hätten. Der innere Teil der Viechtau wird heute noch d’Aura (nach der Aurach, oder Taurach) genannt. Der Sage nach sollen die Viehtaurer so stark wie Stiere (lateinisch taurus = Stier) gewesen sein. Diese Erklärungsvarianten haben aber volksetymologischen Charakter.

## Geschichte und Bevölkerungsentwicklung
| Jahr | Häuser | Einwohner |
| ---- | ------ | --------- |
| 1526 | 49     |           |
| 1589 | 69     |           |
| 1749 | 115    |           |
| 1776 | 144    | 843       |
| 1788 | 153    |           |
| 1800 | –      | 917       |
| 1825 | 166    | 1003      |
| 1846 | 199    |           |
| 1851 | –      | 1188      |
| 1869 | 201    | 1187      |
| 1880 | 215    | 1126      |
| 1890 | 208    | 1082      |
| 1900 | 211    | 1159      |
| 1910 | 212    | 1215      |
| 1923 | 215    | 1221      |
| 1934 | 241    | 1395      |
| 1951 | 263    | 1548      |
| 1961 | 278    | 1355      |
| 1971 | 342    | 1406      |
| 1981 | 423    | 1471      |
| 1991 | 496    | 1586      |
| 2001 | 536    | 1747      |

Angaben über die Bevölkerung der Ortschaft Neukirchen (früher Viechtau) liegen seit dem 16. Jahrhundert vor.
Die erste urkundliche Erwähnung von „Vichtaw in Münsterer Pfarr“ erfolgte 1346. Da Holz in reichlicher Menge vorhanden war, begannen die Menschen, alle im damaligen Haushalt und in der Landwirtschaft gebräuchlichen Gegenstände herzustellen. Die Viechtau wurde zu einem Zentrum der Hausindustrie. Einem Bericht aus dem Jahr 1524 zufolge hatte die Holzwarenerzeugung bereits waldschädigende Ausmaße angenommen. Da diese Gefährdung weiter anhielt, wurde 1647 in einem Memorial versucht, die Viechtauer Holzwarenerzeugung abzuschaffen. Man erließ ein indirektes Berufsverbot, indem man die Holzzuteilung an bestimmte Personengruppen stark einschränkte.
Die Holzwaren wurden im Familienverband hergestellt, wobei jedes Haus eine andere Spezialität hatte. Zum einen wurden haus- und landwirtschaftliche Gegenstände gefertigt, zum anderen Spielwaren. Produziert wurden Pinselgriffe, Spanschachteln, Teller, Löffel, Spielzeug. Ein Großteil der Produkte wurde auf Salzschiffen und Holzflößen in die österreichischen Kronländer exportiert.
Zur Deckung des Holzbedarfs der 1607 in Ebensee eröffneten Saline (Sudhaus) wurde unter anderem in der Viechtau Holz geschlägert. Die meisten Männer arbeiteten als Holzknechte und schlägerten und transportierten große Mengen Brennholz für die Befeuerung der Sudpfannen für die Salzgewinnung. Für den Transport wurden die Aurach und deren Nebenbäche als Wasserstraße ausgebaut. 1716 wurde die Taferlklause mit dem Taferlklaussee errichtet, von wo eine drei Kilometer lange Wasserriese zur großen Aurachklause (Nadasdy-Klause benannt nach dem Präsidenten der Wiener Hofkammer Graf Mihály Nádasdy von Nádasd und Fogarasföld) unterhalb der Großalm führte.
1753 ließ Kaiserin Maria Theresia in Viechtau eine Kirche erbauen, einerseits, um den Bewohnern den Besuch der Messe zu erleichtern und andererseits, um der Ausbreitung des Protestantismus entgegenzuwirken. Ab ungefähr 1780 wurde der Name Neukirchen üblich. Die Zeit der Franzosenkriege (1790 bis 1815) bewirkte in Neukirchen und den Nachbarorten einen Bauboom. Insgesamt wurden in der Viechtau mehr als 100 Objekte neu errichtet, 28 davon in Neukirchen.
1828 wurden 166 Häuser mit 1003 Einwohnern gezählt.
Nach der Revolution von 1848/49 wollten sich einige Ortschaften von Altmünster abtrennen und selbständige Gemeinden gründen. Neukirchen wurde 1850 eigenständig, war aber ebenso wie Orth nicht lebensfähig und bereits 1861 durch eine Entscheidung der Statthalterei wieder aufgelöst sowie mit Altmünster vereinigt. Einziger Bürgermeister während der Zeit als selbständige Gemeinde war Matthias Wolfsgruber.
1922 wurde in Neukirchen Telefon und elektrisches Licht eingeleitet. Anfangs gab es nur sechs Telefoneinzelanschlüsse mit einer Sprechzeit von 8 bis 12 und von 14 bis 17 Uhr.
Zum Hochfest Allerheiligen 1924 wurden am Kriegerdenkmal in Neukirchen zwei neue Gedenktafeln enthüllt. 46 Gefallene und neun Vermisste aus der Pfarre Neukirchen waren zu beklagen.
1938 wurde in Neukirchen am Fuße des Kollmannsberges ein Lager des Reichsarbeitsdienstes errichtet. Das bis 1942 vorgesehene Arbeitsprogramm sah Bodenmeliorationen, Güterwegebauten und Uferverbauungen vor.
Im August 1951 errichtete die Katholische Jugend Neukirchen auf dem Brunnkogel ein Heimkehrerkreuz. Im April 1971 wurde das Volksschulgebäude in das Hauptschulgebäude umgewidmet und der Beschluss gefasst, ein neues Volksschulgebäude zu errichten. Weiters wurde die sogenannte „Rabenwies“ von der Gemeinde gekauft, um dieses typische Viechtauerhaus als Heimathaus zu etablieren.
Seit 1971 besteht eine Partnerschaft mit dem Stadtteil Niederau der deutschen Stadt Düren, die auf einer 1965 entstandenen Beziehung zwischen dem Musikverein Neukirchen und dem Männergesangsverein Niederau-Krauthausen basiert.

## Kultur
| Jahr      | Ausführung                                                            |
| --------- | --------------------------------------------------------------------- |
| 1902      | Austausch des Zwiebelturmes durch einen Spitzturm                     |
| 1923      | elektrisches Licht                                                    |
| 1942      | Renovierung des Turmdaches                                            |
| 1956–1957 | Innenrenovierung der Kirche                                           |
| 1958–1959 | Außenrenovierung (Missionskreuz)                                      |
| 1961      | Kreuzweg auf den Kalvarienberg (Prof. Sepp Moser)                     |
| 1964      | Anbau an den Pfarrhof und neue Josefskapelle                          |
| 1965      | Umstellung auf elektrisches Geläut                                    |
| 1967      | Einbau der Kirchenheizung                                             |
| 1968      | Außenrenovierung                                                      |
| 1972      | Innenrenovierung und Neugestaltung, Kanzel wurde als Ambo adaptiert.  |
| 1984      | Außenrenovierung                                                      |
| 1985      | Kircheninnenrenovierung – Kirchenfenster 3-fach-Verglasung und Empore |
| 2000      | letzte große Kirchenrenovierung                                       |

KG Neukirchen: Nadasky-Klause, Forsthaus-Klausmeisterhaus-Klausstube, Heimathaus Viechtau, Kalvarienbergkirche und Kath. Pfarrkirche Maria Schnee. Weiters steht seit 1969 die Hochlecken-Großhöhle unter Denkmalschutz.

### Sakrale Bauten

#### Pfarrkirche Maria Schnee

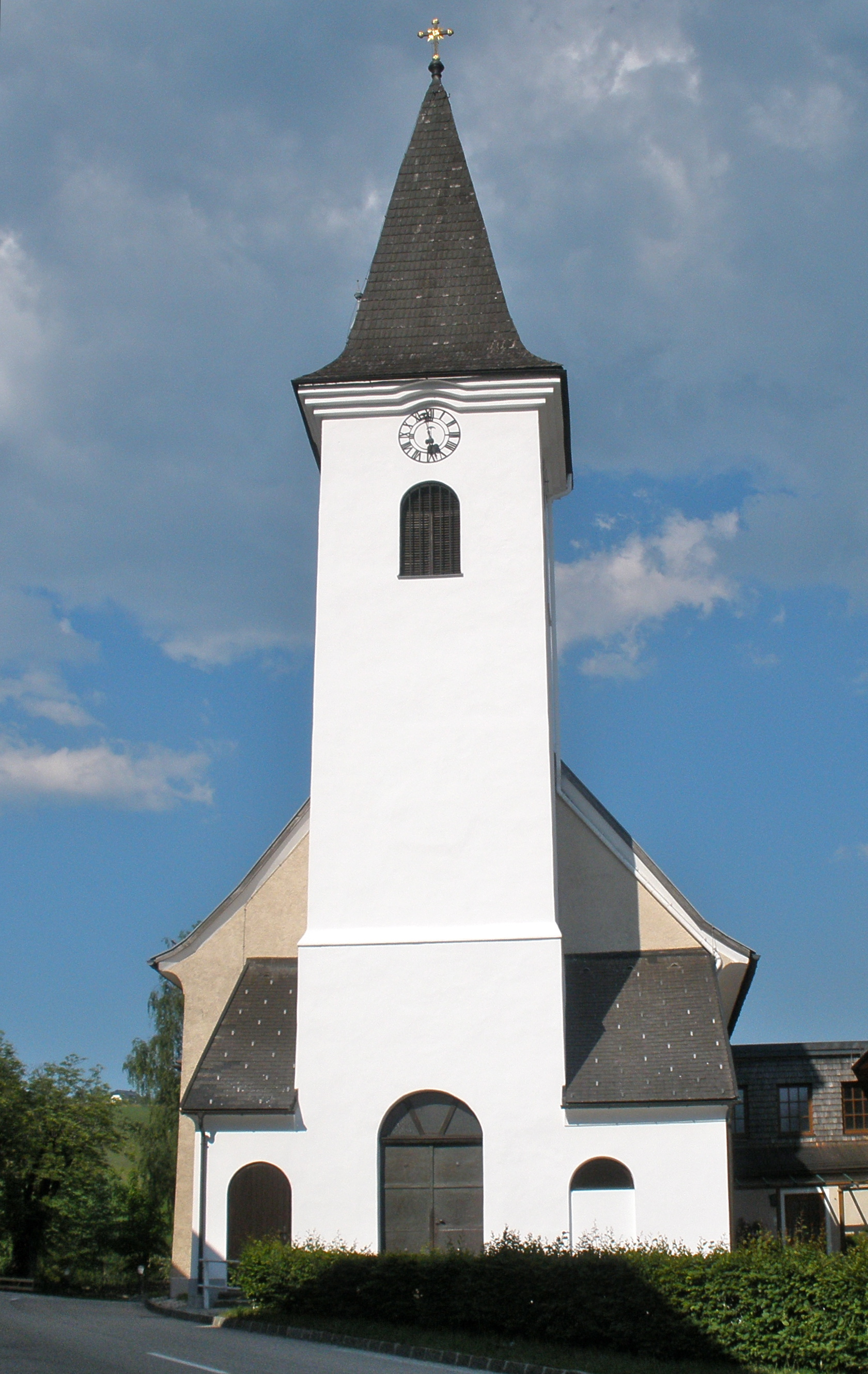
Pfarrkirche Neukirchen bei Altmünster

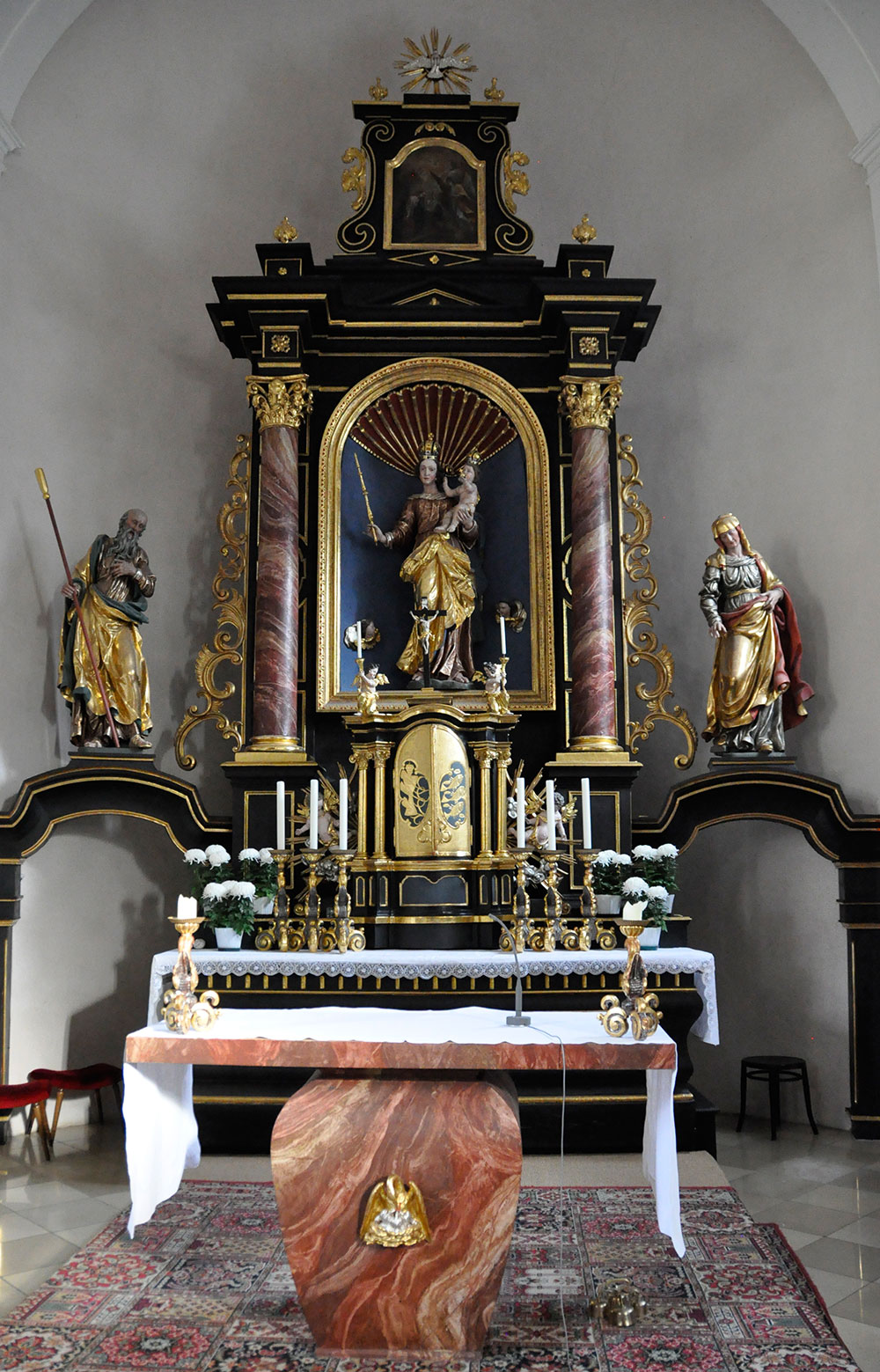
Hochaltar der Pfarrkirche Neukirchen

Mangels einer Kirche in der Viechtau mussten alle Gläubigen nach Altmünster zum Gottesdienst gehen. Ab dem 17. Jahrhundert gab es viele Protestanten im Aurachtal, die geheim in abgelegenen Häusern ihren Gottesdienst abhielten. Nicht selten nahmen auch Katholiken daran teil, weil ihnen der Kirchgang nach Altmünster zu weit war. Um 1750 kamen Arbeiter und Regierungsbeamte auf der Suche nach Eisenerz in die Viechtau. Diese erkannten, dass es im Winter oft unmöglich war, bis Altmünster in die Kirche zu gehen. Sie meldeten es daher der Kaiserin Maria Theresia. 1753 befahl die Hofkammer in einem Schriftstück dem Salzamtmann von Gmunden, eine Kirche samt Pfarrhaus in der Viechtau zu bauen.

„… damit die Irrlehren sich nicht / weiter audehnen, habe man beschlossen, in der so genannten / Vichtau eine Kirche nebst Wohnung, wo zwei / Missionsbrüder wohnen können, erbauen zu lassen. Es soll / aber nicht eine prächtige, sondern eine solche Kirche erbaut / werden, dass darinnen der Gottesdienst gehalten werden / könne. Der Bau dürfe auf nicht mehr als 2000 Gulden zu / stehen kommen…“

Die bereits 1754 fertiggestellte Kirche war ein einfaches Gebäude mit einem Holzgewölbe und einem Dachreiter für eine Glocke und war bereits am 5. August 1846 der Gottesmutter „Maria Schnee“ geweiht worden. Ab 1757 wirkten dort Weltpriester. Kirche und Pfarrhaus wurden von 1754 bis 1787 zunächst als Missionsstation geführt, anschließend wurde daraus eine Expositur von Altmünster. Etwa ab 1780 wurde die Bezeichnung „Neukirchen“ für das Seelsorgezentrum üblich. 1798 wurde die Sakristei, 1822 der Friedhof in der „Liendhalt“ und 1840 der Zwiebelturm errichtet.
1850 wurde die Turmuhr angeschafft, 1867 erhielt Neukirchen ein eigenes Vikariat ab 1855 einen eigenen Friedhof. 1891 wurde Neukirchen eine selbständige Pfarre.
Für die drei am 20. Oktober 1916 für Kriegszwecke abgelieferten Glocken der Pfarrkirche, der Kalvarienberg- und der Großalmkapelle erhielt die Pfarre am 3. Oktober 1920 neue Glocken. 2012 hatte die Pfarre Neukirchen 1931 Katholiken.
Die Pfarrkirche Neukirchen bei Altmünster (Maria Schnee) verfügt über einen barocken Altar, der um 1780 von Wien nach Neukirchen gebracht worden war. Neben der jetzigen Minoritenkirche in Wien stand seinerzeit eine kleine Kirche, die Maria Schnee geweiht war. Kaiser Joseph II. ließ die Kirche abreißen, weil er den Platz für ein Regierungsgebäude benötigte. Über das Salzamt in Gmunden kam der Altar nach Neukirchen. Der Innenraum zeigt die Figur des heiligen Joachim (Vater der Mutter Gottes).

#### Kapellen

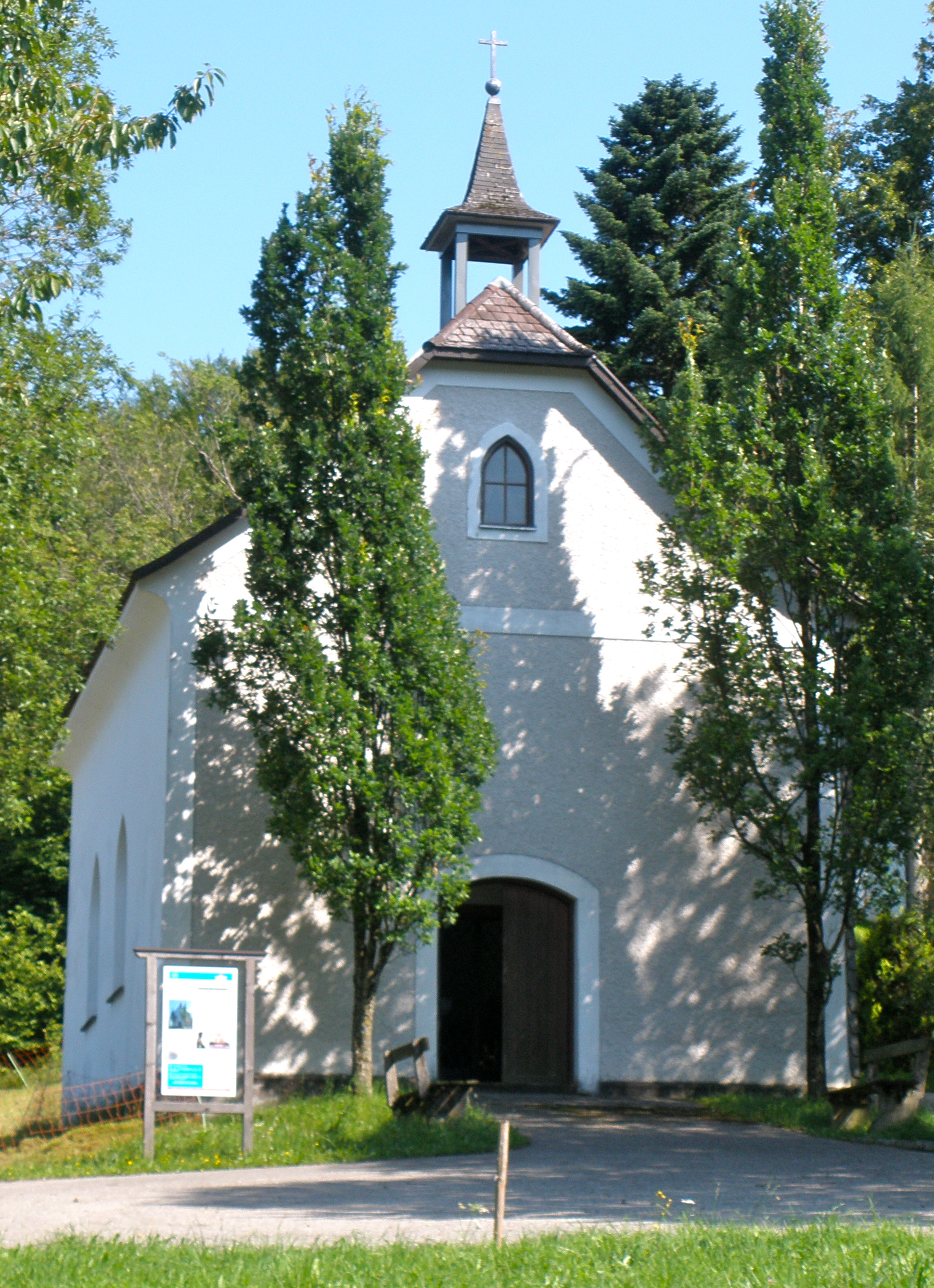
Neukirchen bei Altmünster Kalvarienbergkapelle

Schacherin-Kapelle
Die Schacherin-Kapelle stand ursprünglich ab 1800 schräg gegenüber dem 1959 wegen einer neuen Straßenführung gewählten Standort. Von dort begann lange Zeit die Wallfahrt der Holzknechte nach Ohlsdorf. Zum Inventar der Kapelle gehörten ein großes Bild und von Anton Meindl geschaffene Statuen der Heiligen Florian und Georg. Das alte Bild wurde anlässlich der Versetzung entfernt. Auf Wunsch eines alten Nachbarn von der Sauernwies wurde das Innere der Kapelle als Lourdesgrotte gestaltet. Der Name Schacherin leitet sich von einem „Hof in oder an einem Wäldchen“, einem Schachen, ab. Seit 1991 wird in der Kapelle während der Weihnachtszeit die größte mechanische Krippe der Gemeinde aufgestellt, diese ist ein Meisterwerk mit Darstellung aller ländlichen Berufe und vielen beweglichen und sich drehenden Teilen.
Mehlgraben-Kapelle
Am Güterweg Grasberg befindet sich zwischen den Häusern Mehlgraben (Neukirchen 123) und Schmied in Mehlgraben (Neukirchen 125) eine Kapelle, die zum Dank für die glückliche Heimkehr aus dem Ersten Weltkrieg vom damaligen Besitzer und Schmiedemeister Franz Bergthaler (1884–1972) errichtet worden war.
Kalvarienbergkapelle
Die im neugotischen Baustil errichtete Kapelle hat ein Türmchen mit zwei Glocken. Die erste 69 kg schwere Glocke wurde für die Metallsammlung im Oktober 1916 abmontiert und trug folgende Inschrift:
„Gewidmet von den Gründern und Erbauern der Kalvarienbergkapelle Franz und Aloisia Pesendorfer, Holzwarenhändler in Winterleiten, Neukirchen, Wien und Budapest. 1885 gegossen von F. Gössner in Wien. – Ich mahne zum Gebete, wann der Morgen erwacht, II Und läutet zur Ruhe, wenn das Tagwerk vollbracht.“
Auf der zweiten Glocke befinden sich Bilder der Mater Dolorosa, Maria mit Lilie und Maria mit Jesuskind, Ornamente mit Blumen, Blättern und Puttiköpfen. Sie wiegt 43 kg. Die letzte Renovierung der Kapelle erfolgte 1952. Das Eigentumsrecht der Pfarre wurde 1955 von einem Gericht bestätigt, bis dahin war die Kapelle in Privatbesitz.
Gschwandt-Kapelle
Die Kapelle bei der „Gschwandt“ in Neukirchen wurde nach einem Gelöbnis der Gattin von Josef Putz (1882–1952) errichtet und trägt die Inschrift:
zum Dank für die glückliche Heimkehr aus dem Ersten Weltkrieg und zum frommen Gedenken für die Nachwelt – Ehre der Mutter Gottes von der immerwährenden Hilfe
Das Gnadenbild ist eine Kopie des Originals aus Kreta, welches in Rom ist. Man kann die gekrönte Maria mit dem gekrönten Christuskind auf dem linken Arm sehen. Sie wird Puchheimer Madonna genannt, weil es dort seit 1870 auf einem Seitenaltar aufgestellt ist. Die Kapelle wurde am 14. September 1924 gesegnet. Die Kinder der Familie trugen seinerzeit einen Gegenstand der Ausstattung in die Kapelle, die Sitzplätze für zwölf Personen hat. Das Haus heißt in alten Urkunden „In der Gschwandt“ (1589, 1716), „Gschwandt“ (1826) und im Grundbuch Gmunden von 1880 „Auf der Gschwandt“.
Weitwies-Kapelle
Urkundlich wird sie 1826 erstmals erwähnt und seit 1880 ist im Grundbuch Gmunden der Name „In der Weitwies“ eingetragen. Der Name bezeichnet eine ausgedehnte und breite Wiese.
Pichlmann-Kapelle
Die Laubenkapelle beim Hof „Pichlmann“ wurde 1818 gebaut, aber erst 1839 vom damaligen Pfarrer von Altmünster, Josef Stadler, gesegnet.
Rabenwies-Kapelle
Der Besitzer des Hauses „Rabenwies“ errichtete im Jahr 1900 die „Lourdes-Kapelle“, als Dank für die Gesundung seiner schwerkranken Frau. Aloisia (1858–1931). Nach dem Ersten Weltkrieg kehrte sein Bruder nach Hause und zusammen erweiterten sie die Rabenwies-Kapelle auf die nunmehrige Größe. Im Juni 1986 wurde die Kapelle renoviert und das Satteldach durch ein Schopfwalmdach ersetzt.

#### Marterl
1982 begann der Kulturkreis Altmünster mit der Erfassung von Marterln (Bildstöcken), Kreuzen und Kapellen. Eine lückenlose Dokumentation konnte wegen der großen Anzahl und Vielfalt nicht erreicht werden. Diese Marterl mit Kruzifix, Heiligenbild und Erinnerungsschriften befinden sich an Stellen, wo sich der Tod eines Unglücklichen ereignet hat, oder drücken den Dank für besondere Ereignisse aus. Einige dieser schönen Denkmäler werden hier beschrieben und abgebildet:

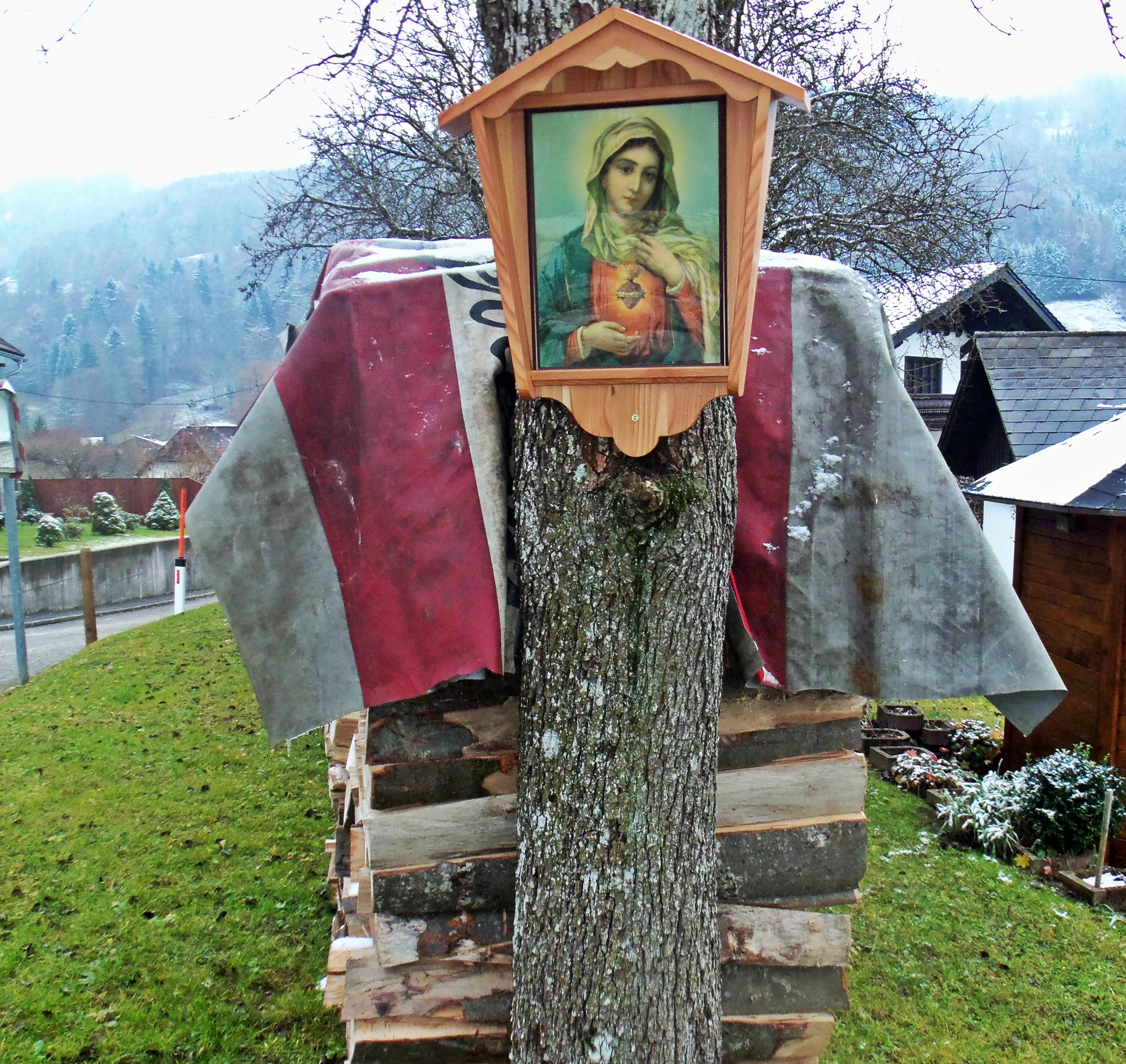
Marterl Neukirchen

Anton-Erber-Martel
Im Zöhrergraben steht oberhalb des Hauses „In der Schmidin“ (Zöhrergraben 3) an der Abzweigung Kreuzgraben/Kreutbauer ein hölzernes Kastenkreuz, das seit den 1980er Jahren zweimal erneuert wurde und an den „verunglückten Schuhmacher Anton Erber erinnert, der beim Hochwasser am 13. September 1899 mit samt dem Kind den Tod fand“, wie auf der schon etwas verwitterten Tafel zu lesen ist.
Hollerbichl-Marterl
Am Haus „Hollerbichl“, Kollmansberg 15, führt der Wanderweg 2a vorbei, der beim Wirt in Örach („Hintenaus“) beginnt. Neben dem Haus steht zwischen zwei Birken ein hölzerner Bildstock, der erstmals um 1920 vom damaligen Besitzer Johann Pesendorfer aus Dankbarkeit für die gute Heimkehr aus dem Ersten Weltkrieg errichtet wurde. 1992 hat sein Enkel das Marterl erneuert.
Weber-Gedenkkreuz
Unterhalb vom Haus „Hahnwirt“, Kollmannsberg 110 steht ein überdachtes Holzkreuz mit einer Blechschnittfigur des gekreuzigten Christus. An dieser Stelle verunglückte vom 10. Februar 1881 der 60-jährige Franz Zehetleitner vom „Weber in Örach“ bei der Holzlieferung. Nachdem die ursprüngliche Christusfigur schon verrostet und verblichen war, wurde nach dem Original der jetzige Blechschnitt angefertigt und das Kreuz erneuert.
Weitmoos-Marterl
An der Abzweigung von der Großalmstraße zum Haus „Mittleres Weitmoos“ in Neukirchen steht ein Stangenbild, das auf das Jahr 1789 zurückgeht und lange neben der Aurach stand. Auf dem ursprünglichen Bild waren Bloche im Hochwasser dargestellt, wahrscheinlich einen Unfall bei der Holztrift in der Aurach darstellend. 1921 wurde das Marterl nach dem Tod des „Weitmoosers“ Leopold Mayr, der bei der Holzarbeit im Traunsteingebiet verunglückt war, erneuert. Durch die Verlegung der Großalmstraße wurde das Marterl am jetzigen Standort aufgestellt und bekam nach mehreren Restaurierungen ein neues Bild.

### Sacherl
Als Sacherl bezeichnet man die Häuser der Holzwarenhersteller, die typisch für die Viechtau sind. Sie waren als Einhäuser mit niedrigen Raumhöhen konzipiert, teilweise unterkellert und aus Holz gebaut, lediglich die Haussockel und ofenseitigen Mauern bestanden zur Verringerung der Brandgefahr aus Stein. Ihre giebelseitige Aufschließung, die kleinen Fenster um den Wohnbereich, die Luken im Wirtschaftstrakt und die tief heruntergezogenen, abgewalmten Dächer verliehen den Häusern das typische Erscheinungsbild. Da ein Großteil der Viechtauer auch nach dem Ende des Zweiten Weltkrieges von der Holzwarenproduktion lebte, war in vielen Häusern eine Werkstatt untergebracht. Plumpsklo und Brunnen befanden sich, ebenso wie bei den bäuerlichen Gehöften, meist außerhalb des Hauses.
An den meisten Sacherln haftet ein Holzservitut. Es garantiert den Hausbesitzern gegenüber der Forstbehörde das Recht auf den jährlichen Bezug einer bestimmten Menge an Bau-, Zeug- und Brennholz. Das Bauholz sollte für Ausbesserungen am Haus, vor allem am Dachstuhl Verwendung finden, das Zeugholz der Erneuerung von Schindeln und Brettern und als Möbelholz dienen. In Zeiten der hausindustriellen Produktion waren viele Erzeuger jedoch bemüht, Bau- und Zeugholz gegen Arbeitsholz einzutauschen, um mehr produzieren zu können. Die Bausubstanz der Häuser begann zu leiden, was in vielen Fällen als Argument für den späteren Abriss herhalten musste.

### Heimatmuseum

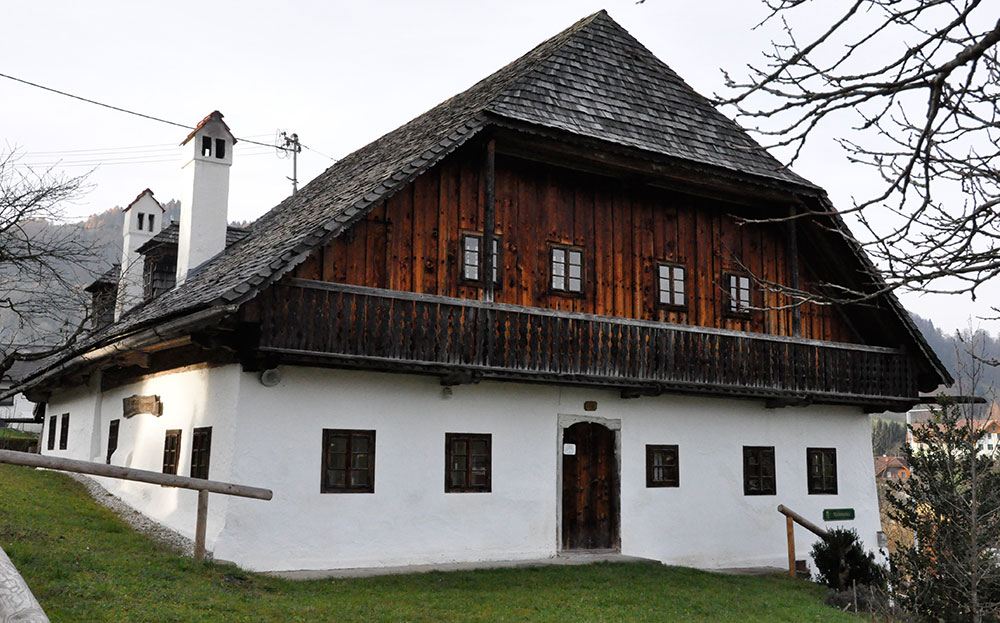
Heimatmuseum Neukirchen

Auf einer Anhöhe etwas oberhalb Neukirchens steht die „Rabenwies“, ein im typischen Baustil der Viechtau errichtetes Haus. In diesem zweistöckigen Haus lebten noch 1960 elf Personen. Sie besaßen, wie allgemein üblich in solchen Sacherln, zwei bis drei Kühe, ein Schwein und einige Hühner. Ein Hausgarten und ein Erdäpfelacker lieferten das Nötigste für den wenig abwechslungsreichen Speisezettel. Bis 1930 gingen die „Rabenwies-Leut'“, um einen Zuverdienst zu haben, im Winter jeweils der Holzwarenerzeugung nach: „Birntrompeterl“ und „Pfeifvogerl“ (Blasinstrumente für Kinder).
Die Räume im nunmehrigen Heimathaus entsprechen jenen der einstigen Rabenwies. Weder Wände noch Fenster wurden dazugefügt oder weggenommen, lediglich eine bauliche Sanierung fand statt. Allerdings wurde die Entfeuchtung der Mauern, Vergitterung der Fenster samt Fensterläden, Dacheindeckung mit Holzschindeln, Verschalung des Oberstockes mit Holz und Hinzufügung des schmalen Trockenbalkons durchgeführt. Das Haus ist umgeben von den stets kräftig blühenden roten Pelargonien. Die dargestellte heimische Volkskultur ist ein Beispiel für die Geschichte der Holzindustrie des 14. Jahrhunderts. Einen Schwerpunkt bildet die Heimarbeit – das Schnitzen und Drechseln –, die damals für den Lebensunterhalt unerlässlich war.
450 Jahre lang – bis 1979 – war die romantische Talschaft geprägt von der Erzeugung und Fertigung von Holzwaren und Holzspielzeug, das die Viechtauer Schnitzer und Drechsler, Schaffel- und Schachtelmacher, Kluppenmacher und Besenbinder bis nach Russland, in die Türkei, nach Rumänien und ins Berchtesgadener Land exportierten. Docken (bemalte Holzpuppen) und Holzlöffel stehen noch heute als Symbol für die Arbeit- und Lebenswelt der Menschen in der Viechtau. 2008 war das Heimathaus Teil der oberösterreichischen Landesausstellung „Salzkammergut“.
Die Vogerlschnitzer
Im Jahr 2003 wurde neben dem Viechtauer Heimathaus eine alte Werkstatt originalgetreu errichtet. Darin wird altes Werkzeug ausgestellt, das auch heute noch gute Dienste beim Schnitzen und Drechseln leistet. In dieser Werkstatt arbeiten Fritz Lüftinger, Hans Hofstätter und Georg Diesselbacher, alle drei sind Schnitzer mit Leib und Seele. Naturgetreue Gimpel, Zeisige, Stieglitze aber auch Bummwolfler, Schnur- und Sturzkreisel, Räuchermanderl und anderes Holzspielzeug entstehen durch ihre Schnitzmesser und Drechselwerkzeuge.
Das Vorhaus
Der Eingang in das Museum ist auf der Giebelseite des Hauses. Hier ging eine niedrige Tür ins Vorhaus. Nur ein kleines Fenster ließ etwas Licht herein und ermöglichte die Orientierung. Nahe der Eingangstüre befand sich die Garderobe. Im Vorhaus wurden außerdem Einkaufs- und Transportkörbe oder Kerzen und Stalllaternen verwahrt sowie solche Dinge, die nicht unmittelbar täglich gebraucht wurden. Dazu zählten der Backmülter mit den diversen Gerätschaften zum Brotbacken, der Tuffstein zum Filtern des Regenwassers oder der Kaffeeröster für den Gersten- und Eichelkaffee. Das Vorhaus war jener Raum, in dem die Hausfrau möglichst kühl zu haltende Lebensmittel lagerte: Schmalz, Milch, eventuell Käse und Speck.
Die Stube
Sie bildet, wie sonst in den Häusern auch, als einziger beheizbarer Raum das Zentrum des Hauses. Der Ofen, der im Museum mit grün-glasierten Gmunder Pfeifenkacheln neu gesetzt wurde, diente zum Kochen, Braten und Backen, zum Wasser erhitzen und als Wärmespender. Zu den fixen Bestandteilen der Einrichtung gehörten außerdem der Stubentisch mit Eckbank, die Kredenz mit darüber hängendem Schlüsselkorb, verschiedenes Koch- und Backgeschirr, Häferln, Krüge, Essschüsseln sowie der Herrgottswinkel mit Weihbrunnkessel, Gebetbüchern, einigen Kerzenleuchtern und einer Petroleumlampe über dem Tisch. Auch einige geschnitzte Viechtauer Vogerln befinden sich in der Stube. Sie war als Arbeitsraum für die hauseigene Holzwarenerzeugung. In einer Ecke standen die Heinzelbank, auf der die Rohlinge mit den verschiedenen Zieh- und Schnitzmessern bearbeitet wurden, am Boden gleich daneben die Körbe und Kisten für die Holzvorräte und rohen Fertigwaren. Die Arbeits- und Aufenthaltsbedingungen in diesem Raum waren äußerst schlecht und gesundheitsschädigend. Durch die kleinen Fenster konnte der durch die Holzbearbeitung freigesetzte Staub kaum entweichen, und die giftigen Dämpfe der Farben und Lacke erschwerten das Atmen erheblich. Aus diesem Grund wurde zusätzlich ein anderer Essbereich gegenüber der Stube eingerichtet.

### Sgraffiti
Beim Sgraffito handelt es sich um eine Fassadendekoration, bei der die Zeichnung in die noch feuchte Putzschicht geritzt wird, bis der meist gefärbte Kratzgrund sichtbar wird.

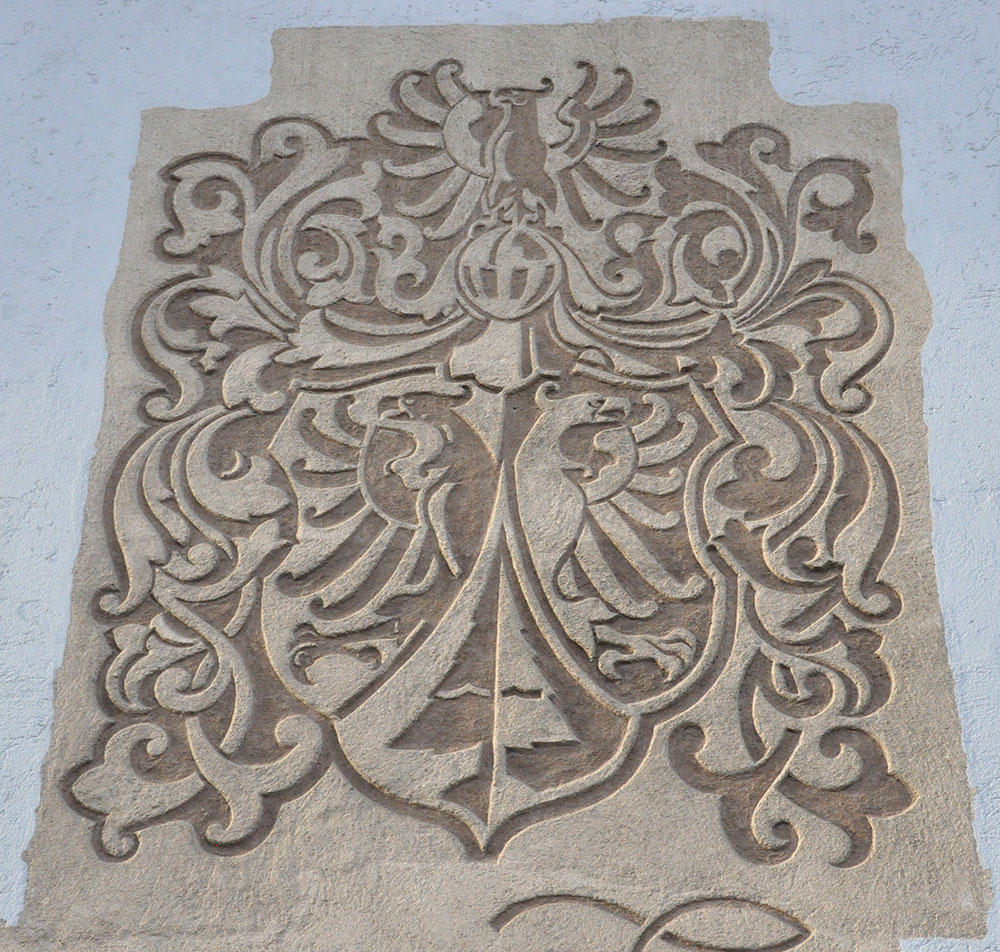
Sgraffito Wolfsgruber

Wolfsgruber – Jagerl in der Alm
Am Bauhaus „Jagerl in der Alm“ in Neukirchen, Großalm 45, wurde am 27. September 1959 zu Ehren von Johann Nepomuk Wolfsgruber, dem späteren Pater Hofrat Cölestin Wolfsgruber, die vom Bildhauer Sepp Moser (1925–1985) aus Neukirchen geschaffene Gedenktafel angebracht. Der Text ist von Franz Loidl aus Ebensee, dem zweiten Nachfolger Pater Cölestins an der Universität Wien:
ZUM GEDAECHTNIS AN UNIV.PROF.
UND HOFPREDIGER DR.P. COELE-
STIN WOLFSGRUBER KAPITULAR
DES SCHOTTENSTIFTES WIEN /
HIER GEB. AM 11.5.1848 IN WIEN
GEST. AM 26.11.1924 DEN FRUCHT-
BAREN KIRCHENHISTORIKER /
FROMMEN ORDENSPRIESTER
/ IDEALEN FOERDERER VON
PRIESTERBERUFEN TREUESTEN
SOHN SEINES HEIMATLANDES
Franz Loidl: Jagerl in der Alm, 1959
Haus Schobesberger
Die Nordseite des Ende der 1970er Jahre erbauten Wohnhauses der Familie Schobesberger, Grasberg 94, schmückt ein Sgraffito vom Bildhauer Sepp Moser (1925–1985).
Haus am Bach
Das Sgraffito am „Haus am Bach“, Viechtau 25, schuf Bildhauer Sepp Moser um 1975. Dargestellt sind zwischen Schrift und Lebensbaum die Tierkreiszeichen Zwilling und Skorpion.
Kirchenwirt Neukirchen
1981 schuf Sepp Moser nach der Neuerrichtung des Gasthofes ein Sgraffito mit dem Wappen der früheren Besitzers „Forstinger“, die das Gasthaus 1854 erworben hatten.
Sgraffiti mit Zunftzeichen
Bäckerei Steinmaurer in Altmünster
Haus des Bindermeisters Rudolf Gaigg
Haus des Schuhmachermeisters Alfred Bergthaler
Haus eines ehemaligen Geometers, Grasberg 59

### Volkskultur

#### Kulturelle Traditionsvereine
Freiwillige Feuerwehr
Die Feuerwehr Neukirchen wurde 1893 gegründet und feierte am 23. Mai, dem Dreifaltigkeitssonntag, das Gründungsfest an dem auch die Feuerwehren von Altmünster, Pinsdorf, Traunkirchen und Gmunden teilnahmen. Die angekaufte Spritze wurde unter dem Triumphbogen abgestellt und vom Altmünsterer Pfarrer Johann Maria Karlstätter und dem Pfarrer aus Neukirchen Josef Zinnhobl eingeweiht. Am 15. November 1893 musste die Feuerwehr zum ersten Brandeinsatz zum Haus von Josef Höller ausrücken. In diesem Fall konnte nur das Dörrhäusl und einiges Gerät in Sicherheit gebracht werden. 1894 wurde das erste Depot gebaut, welches 1906 vergrößert wurde. 1951 wurde ein neues Feuerwehrhaus gebaut (Neukirchen 21), wo seit der Übersiedlung in das 1993 eröffnete Gebäude in Neukirchen 16 eine Altstoffsammelinsel untergebracht ist. Das Sgraffito von Sepp Moser konnte im neuen Gebäude nicht mehr verwendet werden.
Musikverein
1839 kamen zwei Musikanten aus Ebensee zu Besuch, die ihre Erfahrungen mitbrachten. Begeistert von den beiden, gründete der Schulmeister Ignaz Schatzl mit zwei Schülern eine „Musik“. Die Gemeinde Ebensee unterstützte diese Aktion und schickte die ersten zwei Flügelhörner und Notenhefte, um damit die Grundzüge der Blasmusik zu erlernen. Es hat nicht lange gedauert, bis sich die ersten fünf Gleichgesinnten fanden und bereit waren, bei der „Musik“ mitzumachen. Die anderen Instrumente wurden von Gönnern gespendet. Bei der Fronleichnamsprozession 1840 fand der erste öffentliche Auftritt statt. Dieser Tag wird als das Gründungsdatum des Vereins angesehen. Die offizielle Vereinsgründung mit eigenen Statuten und gewähltem Vorstand war erst 1898. Seitdem war die „Musik“ ein fixer Bestandteil des dörflichen Lebens, mit Ausnahme der Zeit von 1938 bis zu 1945 während der Herrschaft des Nationalsozialismus. 1960 wurde der Musikverein mit neuen Instrumenten bestückt. Zwei Jahre hatte der Bau des ersten Musikheims in Neukirchen gedauert. 1972 zog der Verein in das neue Vereinshaus um, eines der wenigen im Bezirk Gmunden. In den folgenden Jahren lernten immer mehr junge Menschen ein Instrument. Mit der Viechtauer Tracht trat die Kapelle seit 1982 auf.
Schützenverein
1956 gab es bereits eine Schützengemeinschaft im Gasthaus Großalm. Der damalige Besitzer des Gasthauses Sägemühle Franz Schmidjell gründete einen weiteren Schützenverein. Erster Oberschützenmeister wurde der Trafikant Josef Gründl, erster Kassier wurde der „Häusl Sepp“, der dieses Amt bis 1987 innehatte. Der Schützenverein ist Organisator einer Reihe von Veranstaltungen, wie dem Schützennachtfest mit Feuerwerk (1962 bis 1999), Wanderungen, Jubiläumsschießen (30 Jahre Schützenverein), Bergmessen, Schützenbälle, seit 2002 zweitägiges Schützenfest. 1991 erfolgte der Beitritt zum Landesschützenverband und 1995 der Beitritt zur Sport-Union Oberösterreich. 1996/97 wurde ein modernes Schützenheim erbaut, das am 11. Mai 1997 eröffnet wurde. Modernste Sportgeräte, Computer zur Auswertung sowie eigene Trainingsprogramme stehen zur Vorbereitung für diverse Wettkämpfe zur Verfügung. 1999 beteiligten sich die Schützen an den oberösterreichischen Sport-Union Landesmeisterschaften und gewannen einen Preis. 2001 war die Gründung der eigenen Damenliga. 2002 siegten sie bei der 44. Bezirksmeisterschaft des Schützenbezirkes Traunviertel. 2007 gewannen sie die 49. Bezirksmeisterschaft des Schützenbezirkes Traunviertel, der aufgrund des 50-Jahr-Jubiläums stattfand. Am 12. Mai 2002 feierte der Schützenverein das Gründungsfest der Neukirchner Prangerschützen mit Fahnenweihe.

#### Regelmäßige Veranstaltungen
Dreikönigsreiter
Seit 1959 gibt es in der Viechtau eine für Oberösterreich besondere Art des Sternsingens: Alljährlich am 3. und 6. Jänner ziehen die Drei Könige hoch zu Ross durch das Aurachtal, begleitet von ihren Treibern und Musikanten. Die prächtig gekleidete Gruppe (elf Männer) singt und musiziert alte Krippen- und Dreikönigslieder und sammelt auf diese Weise Geld für missionarische Anliegen in der Dritten Welt. Einen Höhepunkt bildet jeweils am 6. Jänner der stimmungsvolle Festgottesdienst in der Pfarrkirche Neukirchen.
Glöcklertag
Am Vormittag des 5. Jänner gehen phantasievoll kostümierte Kinder von Haus zu Haus und kündigen ihr Kommen mit einem lauten „Krupf! Krupf! Krupf!“ an. Das bedeutet, dass sie einen Krapfen möchten, den die Hausfrauen ganz frisch backen. Krapfen wurden früher nur am Glöcklertag und eventuell noch im Spätsommer als sogenannte „Åheiger-Krapfen“ nach Beendigung der Heuernte gebacken. Die Leute sind den Glöcklern gegenüber sehr gastfreundlich, manche schreiben sich auf, wie viele es in diesem Jahr waren. Je mehr, desto glücklicher wird das begonnene Jahr. Diese Form der Glöcklertradition ist einzigartig.
Der Glöcklerlauf geht bis in die Barockzeit zurück und wurde besonders in Bad Ischl und Ebensee ausgeübt.
Der Glöcklerlauf findet in der letzten Rauhnacht, am 5. Januar, der Nacht vor Dreikönig, statt und war eine so genannte Freinacht, in der besondere Rechte und Freiheiten galten. Der Name „Glöckler“ kommt nicht von „Glocke“, sondern vom althochdeutschen Wort klockon beziehungsweise von den mittelhochdeutschen Wörtern klocken, köcken für „anklopfen, anpochen“ zurück und wird nur volksetymologisch mit den „Glocken“ schellen, die die Klöckler (die „Anklopfer“) tragen, in Zusammenhang gebracht.

#### Sagen
Sagen zur Viechtau
Es wird erzählt, die Viechtauer Viehzüchter seien baumstark gewesen. Nur der durfte heiraten, der einen ausgewachsenen Ochsen bändigen konnte. Nach der Traunkirchner Pfarrchronik wurden bei Ausgrabungen riesige Skelette gefunden; dies scheint zu bestätigen, dass dort einst tatsächlich ein großer Menschenschlag lebte. Diese Riesen wurden früher Rüpeln genannt.
Als die Franzosen in die Viechtau einbrachen, hätten Geistliche das Geld in ein Fass getan, um es im See zu versenken und dadurch vor Raub und Plünderung zu schützen. Sie weihten das Fass, vergaßen jedoch die Kette zu weihen, an der es unter dem Wasser befestigt wurde. So bekam der Teufel Gewalt über die Kette und feilte sie ab. Das Geldfass soll noch heute im See liegen, obwohl sich schon mehrere Leute bemühten, es zu heben.
Teufelskirche
Zwischen dem Moosbach- und dem Herbstaugraben südwestlich des Wildparkes Hochkreut in Neukirchen befindet sich ein Felsengewirr, das im Volksmund „Teufelskirche“ genannt wird. Dem Namen nach konnte es sich um keine Kirche im christlichen Sinn handeln. Vielleicht sollte damit angedeutet werden, dass der Platz früher einmal, wie die sogenannten Hunds- und Gaiskirchen, heidnisch-religiösen Zwecken diente. Als das Christentum Fuß fasste und die keltische Religion verdrängte, mussten diese Kultstätten aufgelassen werden, sie verfielen und erhielten verächtliche Bezeichnungen.
Der Legende nach wollte hier der Teufel in einer Nacht eine Kirche bauen. Da er bis zum Gebetläuten nicht fertig wurde, stürzte alles wieder zusammen. Nachdem ein Bischof noch die Reste mit Weihwasser besprengt hatte, stellte der Teufel den Bau endgültig ein. Über diese Teufelskirche soll das wilde Gjoad gebraust sein. Eine zweite Legende berichtet von einem Bauern, der in der Nähe der Teufelskirche Holz schlägern wollte. Er hatte vergessen, dass der nächste Tag ein Frauentag (Marienfeiertag) war, vielleicht Mariä Himmelfahrt, der 15. August. Daher traf er auch keine Holzarbeiter oben an. Er blieb ganz alleine in der Sölde, die oft nur ein Provisorium war. Als er die Kienspäne anbrennen wollte, drückte sie eine unsichtbare Hand ab und im selben Augenblick juchzte es auf der vier Stunden entfernten Schafalm im Höllengebirge. Ein anderes Mal hatten drei Burschen ein ähnliches Erlebnis auf dem Hochkreut. Sie hörten auf der Schafalm einen lauten Juchzer. Einer der drei Burschen erwiderte übermutig, da kam schon ein neuer Juchzer, diesmal aus einem näher liegenden Graben. Wieder ließ einer einen Juchzer. Nun juchzte es so nahe, dass der Unsichtbare nur mehr wenige Meter entfernt sein konnte. Die drei Burschen erkannten, dass das der Teufel selbst sein musste. Sie eilten in die Hütte und kaum waren sie drinnen, erhob sich ein heftiger Sturm, der sich nur im nächsten Umkreis der Hütte austobte.

## Sport und Freizeit

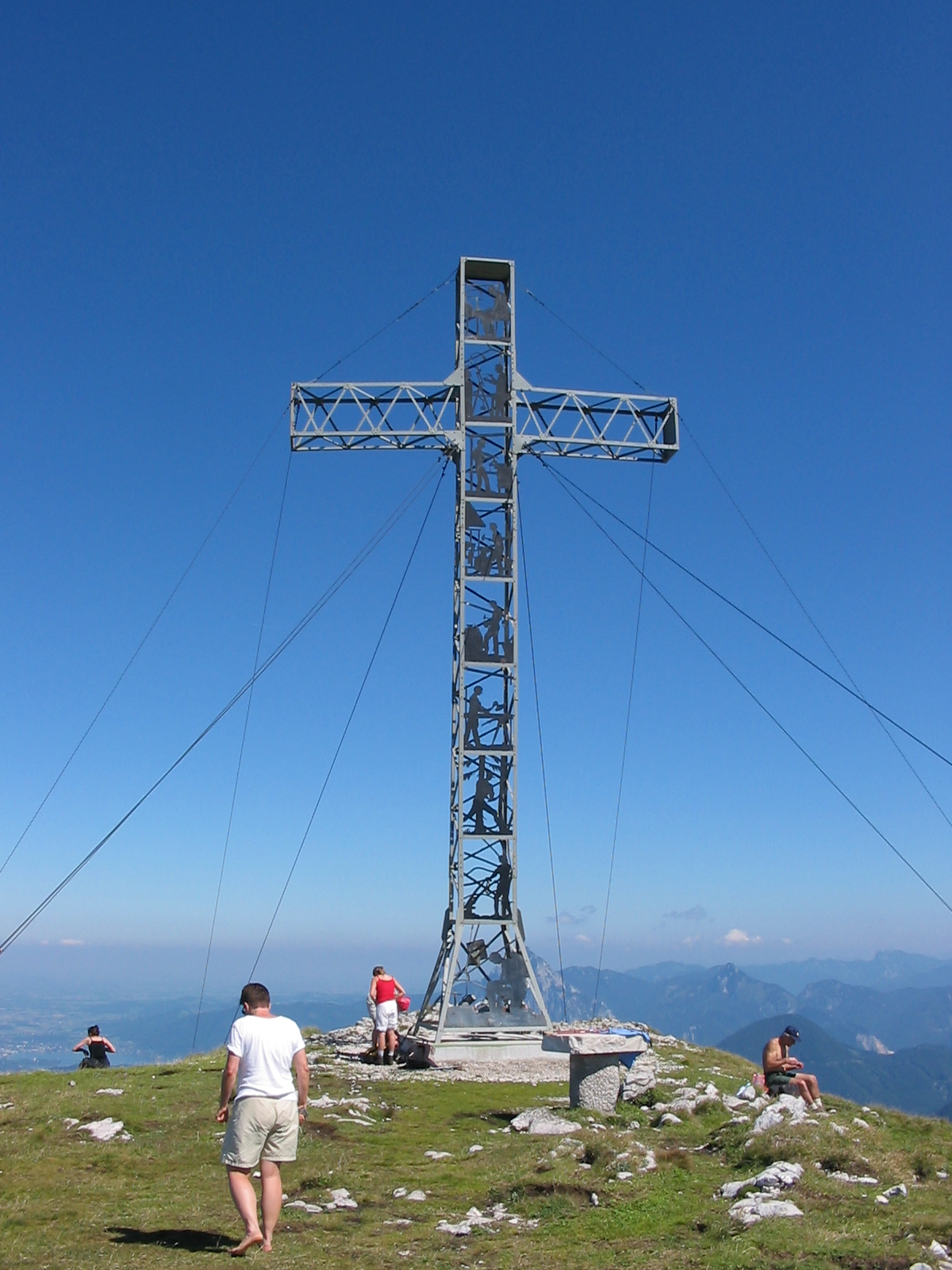
Brunnkogelkreuz

Das alpine Höllengebirge verbindet den Traunsee mit dem Attersee. Neukirchen ist Ausgangspunkt für Wanderungen und Mountainbike-Touren.
Zwei Stunden dauert die Bergwanderung vom Taferlklaussee zum Hochleckenhaus (1574 m) und weiter zum Brunnkogel (1708 m). Das Brunnkogel-Gipfelkreuz ist das größte Gipfelkreuz Europas. Der Grasberg kann sowohl zu Fuß als auch per Rad erklommen werden.
Das Almgebiet Windlegern
Rundweg Neukirchen – Windlegern – Neukirchen, Dauer ungefähr 2½ Stunden.

## Persönlichkeiten
- Josef Ahamer (1874–1968) Förster in Reindlmühl und Neukirchen, Ehrenbürger der Marktgemeinde Altmünster mit vielen Auszeichnungen und Ehrungen. Als Autodidakt in der Malerei wurde er Mitglied der Vereinigung bildender Künstler.[59]
- Josef Ahammer (* 1935 in Neukirchen; † 2017) war römisch-katholischer Priester und von 1982 bis 2003 Generalvikar der Diözese Linz.
- Rudolf Markschläger (1890–1982) war ab 1909 Lehrer und von 1913 bis 1920 Oberlehrer in Neukirchen. 1920 zog er als erster Vertreter des Salzkammergutes in den Nationalrat ein. Er gründete 1927 in Neukirchen den Männergesangverein Aurachtal, dem er bis September 1934 als Chormeister vorstand. Aus dieser Zeit kommt der Text des Neukirchner Liedes, das nach der Melodie des Ebenseer Liedes Kleine Häuserl in der Höh gesungen werden soll.[60]
 Wo durch’s Tal die Aurach fliaßt,
 dort a recht liab’s Dörferl grüaßt,
 zwischenan Bergnan liegt’s schön drin:
 das ist der Ort, wo i her bin.
 Hoaßt Neukirchen in Viechtau,
 blast der Wind a oft recht rau:
 I bleib allweil recht gern da,
 in Neukirchen, das is ggschmah.
 …
 Rudolf Markschläger. Neukirchner Lied. 1934.
- Friedrich Pesendorfer (1867–1935). Er war Literat und Weltpriester. 1928 veröffentlichte er in seinem Buch Mein Salzkammergut auch ein Viechtauerlied.[61]
 …
 Neukirchen das Viechtauer-Dörfchen heißt,
 Wo die Leute fleißig wie Bienen,
 Wie freundlich die Häuschen, mit Blumen meilt
 Am Fenster und weißen Gardinen.
 Die stattliche Schule, sie macht sogleich
 Mein Herz für die Jugend erwärmen,
 Die arme Viechtauer ist ja kinderreich,
 Die Städte an Kinder verarmen.
 …
 Friedrich Pesendorfer: Viechtauerlied, 1928
 Diese zwei Gedichte über Neukirchen sind aber für Gertraud Liesenfeld in ihrem Buch „Viechtauer Ware“ (Wien 1987) völlig an der Wirklichkeit vorbeigegangen und wirken ihrer Ansicht nach ungewollt zynisch.[62]
- Pater Cölestin Wolfsgruber (1848–1924), der letzte kaiserliche Hofprediger in Wien, war ein Neukirchner. Zu seinen Ehren wurde im 19. Bezirk in Wien eine Straße nach ihm benannt.[63]
- Sepp Moser (1925–1985), Bildhauer, hatte schon von Kindheit an den Umgang mit dem Werkstoff Holz gelernt. Seine Vorliebe galt den Harthölzern wie Eiche, Zwetschke und Nuss. Er schuf Werke aber auch aus Stein, z. B. Granit und Kalkfelsen, aber auch Steinguss und Bronzeguss versuchte er zu formen. Auch die Malerei gehörte zu seinen Tätigkeiten. Bekannte Werke: Kreuzigungsgruppe in der Kapelle von Sierning, Großplastik Hl. Georg an der Schlossbergstiege in Linz, Kreuzwegstationen zum Kalvarienberg, Gipfelkreuz auf dem Traunkirchner Sonnstein.[64]
- Viktor Hufnagl (1922–2007), Architekt
- Raphael Schauerte, deutscher Politiker, Ortsvorsteher und Feuerwehrmann aus der Partnerstadt Niederau

## Infrastruktur

### Verkehr
Die Katastralgemeinde wird von Osten nach Westen über die entlang der Aurach geführte Großalm-Landesstraße L 544 erschlossen. Die Straße zweigt am Attersee von der Seeleiten Straße B 152 ab und gelangt über das Kienbachtal in der Nähe der Taferlklause in die KG Neukirchen. In der Ortschaft Neukirchen verlässt die Straße das Aurachtal und führt über Eben und Ebenzweier nach Altmünster, wo sie in die entlang des Traunsees verlaufende Salzkammergutstraße B 145 mündet. Von der Ortschaft Neukirchen führt mit der L 1298 eine weitere Straße zum Traunsee, wo diese im Ortsteil Viechtau (Gemeinde Traunkirchen) in die B 145 mündet.

### Schulen
Bis zum Jahr 1808 wurden alle Neukirchner Kinder in den Schulen von Altmünster unterrichtet. Da es vielen Kindern nicht möglich war, den Schulunterricht in Altmünster zu besuchen, wurden sie vom Krämersohn und Holzwarenarbeiter Johann Schatzl aus Vöcklabruck im Privathaus „Moisenbach“ unterrichtet. Die Schülerzahl stieg rasch an und machte den Bau einer zweiklassigen Volksschule notwendig, die 1815 errichtet wurde.
1920 besuchten 100 Schüler die 3. Klasse und machten eine Teilung der Klasse erforderlich. Die nun fünfklassige Schule war vorübergehend im Gasthaus „Zur Sägemühle“ untergebracht. 1935/36 besuchten 322 Schüler die Volksschule Neukirchen und wurden in sechs Klassen unterrichtet. Die Kinderanzahl pro Klasse lag zwischen 41 und 73 Schülern. In der Volksschule (Jahresschwerpunkt 2012/13 „Dem Lernen auf der Spur“) werden Kinder in sechs Klassen unterrichtet.
Am 15. September 1929 wurde auf dem Hochkreuth (damalige Schreibweise „Hochgreith“) der Unterricht in dem von der gräflichen Familie O’Donnell von Tyrconnel errichteten Montessori-Internat mit Volksschule, Kindergarten und Mittelschule begonnen. Dies war seinerzeit das erste und einzige österreichische Montessori-Internat. Bei der Eröffnung zählte das Internat sechs Volksschulkinder und drei Kinder für den Kindergarten. Die Schüler kamen aus mehreren europäischen Ländern, unter anderem aus Deutschland und den Niederlanden. Wegen der ab 1933 unruhigen politischen Lage in Österreich sowie der von Deutschland verhängten „Tausend-Mark-Sperre“ kamen keine Kinder mehr aus dem Ausland, das Internat musste geschlossen werden.

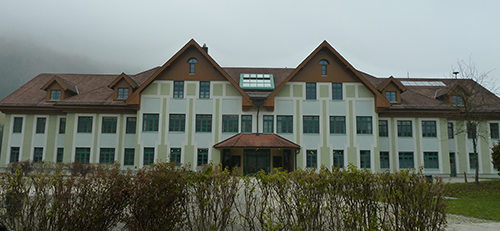
Neue Mittelschule Neukirchen

Seit 1. September 1973 besteht in Neukirchen eine Hauptschule, die seit dem Schuljahr 2009/10 als Neue Mittelschule geführt wird. Seit 13. April 2011 trägt die Neue Mittelschule Neukirchen das Zertifikat „OÖ Schule innovativ“. In der NMS werden Kinder in acht Klassen unterrichtet.

### Bibliothek
Die Öffentliche Bibliothek der Pfarre Neukirchen und Marktgemeinde Altmünster verfügte zu Jahresbeginn 2013 über rund 150 DVDs und ungefähr 2000 Bücher aus den Bereichen Kinder- und Jugendliteratur, Biografien, Comics, Geschichte, Lebenshilfe, Romane und Sachbücher. Für die Besucher stehen Sitzplätze bereit.